# President de Zimbàbue
El President de la República de Zimbàbue (en anglès: President of the Republic of Zimbabwe) és el cap d'Estat de Zimbàbue. Des de 2017 ostenta el càrrec Emmerson Mnangagwa.

## Presidents de Zimbàbue
| No. | Nom                | Imatge | Inici                  | Fi                     | Partit                                                       |
| --- | ------------------ | ------ | ---------------------- | ---------------------- | ------------------------------------------------------------ |
| 1.  | Canaan Banana      |        | 18 d'abril de 1980     | 31 de desembre de 1987 | Unió Nacional Africana de Zimbàbue (ZANU)                    |
| 2.  | Robert Mugabe      |        | 31 de desembre de 1987 | 21 de novembre de 2017 | Unió Nacional Africana de Zimbàbue-Front Patriòtic (ZANU-PF) |
| 3.  | Emmerson Mnangagwa |        | 21 de novembre de 2017 | actualitat             | Unió Nacional Africana de Zimbàbue-Front Patriòtic (ZANU-PF) |

La figura de Canaan Banana fou merament nominal, ja que durant el seu mandat, Mugabe actuà alhora com a cap de govern i cap d'Estat en tant que president executiu.